# Anatole Gobiet
Anatole Wilhelm Walter Gobiet (* 5. Juli 1875 in Waldenburg; † 15. Oktober 1958 in Kassel) war ein belgischstämmiger Unternehmer, der seit 1910 in Kassel ein Werk zum Bau von Großtransformatoren betrieb und nach dem Ersten Weltkrieg die frühe industrielle Sportflugzeug-Produktion zunächst bei der Dietrich-Gobiet Flugzeugwerk AG und später bei der Raab-Katzenstein Flugzeugwerk GmbH maßgeblich finanzierte.

## Leben
Anatole Gobiet stammt aus einer belgischen Stahlbau-Unternehmerfamilie, die in Lüttich Stahlbauten für die Hüttenindustrie produzierte. Sein Vater ging im 18. Jahrhundert von Belgien in die schlesischen Bergbaugebiete, wo er ein Stahlbau-Unternehmen für die Region eröffnete. Anatole wurde 1875 im schlesischen Waldenburg geboren. Den engsten Kontakt zu einem seinen vier Brüder unterhielt Anatole Gobiet zu Egon Gobiet, der die Interessen Anatoles teilte und später gemeinsam mit ihm ein Familienunternehmen unterhielt. Aus Schlesien zog die Familie Gobiet später nach Berlin, wo Anatole Gobiet ein Ingenieurstudium an der TH Charlottenburg absolvierte.

### Elektrotechnische Werke Kassel und Rotenburg
Über seinen Arbeitgeber Siemens & Halske kam Gobiet nach Frankfurt, wo er 1899 den Auftrag zum Aufbau einer Niederlassung in Kassel erhielt, die er bis 1904 leitete. Mit seinem Bruder Egon eröffnete Anatole Gobiet in Kassel 1904 ein technisches Büro. aus dem heraus er u. a. die Geschäftsführung der Rheinisch-Westfälischen Elektor-Sparlicht-Gesellschaft in Essen bis 1910 wahrnahm. Noch im gleichen Jahr gründeten Anatole und Egon Gobiet in Kassel die A. Gobiet & Co Elektrotechnische Fabrik zum Bau von Elektromotoren. Zwei Jahre später entstand in Rotenburg 1912 die Transformatorenfabrik A. Gobiet & Co. Auch durch den Weltkrieg entwickelten sich beide Unternehmen profitabel. Nach dem Krieg erwarb Gobiet 1919 die deutsche Staatsbürgerschaft. Seit 1921 besaß die Firma Gobiet in Kassel mehrere Industriebauten u. a. in der Lilienthalstraße auf dem Gelände der ehemaligen Kasseler Munitionsfabrik.

### Dietrich-Gobiet Flugzeugwerk AG
Seit 1923 betätigte sich der flugbegeisterte Anatole Gobiet unternehmerisch auch im Luftfahrtbereich in Kassel. Der Luftfahrtkonstrukteur Richard Dietrich hatte seine kleine Flugzeugbau Richard Dietrich GmbH Anfang 1923 von Mannheim nach Kassel verlagert und verfügte mit der Dietrich DP.I über eine zum Serienbau brauchbare Konstruktion. Für den Serienbau des Flugzeugs gründeten Anatole Gobiet und Richard Dietrich 1923 die Dietrich-Gobiet Flugzeugwerk AG, die in den Gobiet-Hallen in der Lilienthalstraße ab 1924 die Serienfertigung aufnahm. In der gemeinsamen Geschäftsführung zerstritten sich Gobiet und Dietrich. Bereits Ende 1924 schied Anatole Gobiet aus der Geschäftsführung aus und reduzierte Anfang 1925 seine Aktienbeteiligung am Unternehmen. Mit den ebenfalls am Unternehmen beteiligten Werkspiloten Antonius Raab und Kurt Katzenstein bemühte sich Gobiet um eine Absetzung Dietrichs von der Geschäftsführung. Der Höhepunkt der Auseinandersetzung wurde auf einer Aktionärsversammlung im September 1925 erreicht, als Antonius Raab der Geschäftsführung und dem Aufsichtsrat des Unternehmens die Entlastung verweigerte und eine beantragte Kapitalerhöhung zur Verbesserung der wirtschaftlichen Situation des Unternehmens ablehnte. Wenige Tage später entließ der Aufsichtsrat des Unternehmens den als Prokuristen tätigen Antonius Raab. Auf Grund der Entlassung Raabs verließen fast alle leitenden Angestellten das Unternehmen am gleichen Tag. Richard Dietrich gelang es nicht mehr, das inzwischen in Dietrich Flugzeugwerk AG umbenannte Unternehmen vor der Insolvenz zu schützen. Das Unternehmen wurde 1927 aufgelöst.

### Raab-Katzenstein Flugzeugwerk GmbH
Mit maßgeblicher finanzieller Unterstützung von Anatole Gobiet gründeten Antonius Raab und Kurt Katzenstein wenige Tage nach ihrer Trennung von Dietrich in Kassel die Raab-Katzenstein Flugzeugwerk GmbH, in die auch die früheren leitenden Angestellten Dietrichs eintraten. Unter der Geschäftsführung von Antonius Raab und Kurt Katzenstein entwickelte sich dieses Unternehmen zeitweise zu einem der führenden deutschen Sportflugzeughersteller.
Während der Flugzeugbaubetrieb florierte, deutete sich in den Gobiet-Werken bereits die heraufziehende Wirtschaftskrise an. Die Elektromotorenfabrik in Kassel schloss Gobiet 1927. Ab 1928 machte sich die sinkende Nachfrage auch in den Raab-Katzenstein-Werken bemerkbar. Wiederholt leistete Anatole Gobiet Bürgschaften und Darlehen für das Unternehmen, das 1930 von Kassel nach Krefeld auf den Flughafen Krefeld-Bockum übersiedelte und in Rheinische Luftfahrt-Industrie GmbH umbenannt wurde. Weiterhin ausbleibende Verkäufe und die Fälligkeit von Darlehen führten im Sommer 1930 zur Zahlungsunfähigkeit des Unternehmens. Als Hauptgläubiger führten Anatole Gobiet und die Stadt Krefeld Klage wegen betrügerischen Bankrotts gegen Raab, der im November 1932 zu zehn Monaten Gefängnis verurteilt wurde. Gobiet und die Stadt Krefeld vollstreckten ihre Pfändungsbescheide gegen die Rheinische Luftfahrt-Industrie GmbH. Anatole Gobiet verkaufte die noch vorhandenen Flugzeuge und Einrichtungen des Werks, ebenso wie die Konstruktions- und Baurechte an den Entwicklungen der Raab-Katzenstein-Werke. Während der Gerichtsverhandlung gegen Raab gab Anatole Gobiet den entstanden Schaden seinerseits mit 170.000 RM an. Das Unternehmen wurde 1933 aufgelöst. Damit endeten die unternehmerischen Aktivitäten Gobiets im Luftfahrtbereich.

### Ausweisung
Seit 1931 machte sich die Weltwirtschaftskrise auch in Gobiets letztem verbliebenen Unternehmen, der Transformatorenfabrik in Rotenburg bemerkbar. Trotz guter Beziehungen zu nationalsozialistischen Kreisen konnte Gobiet nach der Machtergreifung nicht von den anlaufenden Rüstungsaufträgen profitieren. Das Transformatorenwerk schloss Gobiet 1935. Kurze Zeit später wurde Gobiet die deutsche Staatsbürgerschaft aberkannt. Er wurde 1937 als Staatenloser in die Tschechoslowakei abgeschoben, wo er erneut ein technisches Büro eröffnete. Nach 1938 wurde Gobiet in der Tschechei für die Organisation Todt tätig.

### Nachkriegszeit
Erst nach dem Krieg konnten Gobiet und seine Familie 1946 wieder nach Deutschland zurückkehren. Der inzwischen über 70-jährige Gobiet führte vergeblich ein Wiedergutmachungsverfahren gegen die Bundesrepublik. In der Kasseler Goethestraße 72 unterhielt Anatole Gobiet 1952 noch ein Büro, über das er Patente, Zeichnungen und Techniken anbot. In der Zeitschrift Foreign Commerce Weekly bot Gobiet im Dezember 1952 nochmals Baupläne und Konstruktionsunterlagen für den Nachbau der Tigerschwalbe in den USA an.
Anatole Gobiet verstarb am 15. Oktober 1958 in Kassel.